# Episodi di The Baby
La prima stagione della serie televisiva The Baby è stata trasmessa da HBO a partire dal 24 aprile 2022. In italiano è stata trasmessa da Sky Atlantic a partire dal 17 giugno 2022.
| nº | Titolo originale | Titolo italiano | Prima TV USA   | Prima TV Italia |
| -- | ---------------- | --------------- | -------------- | --------------- |
| 1  | The Arrival      | L'arrivo        | 24 aprile 2022 | 17 giugno 2022  |
| 2  | The Seduction    | La seduzione    | 1º maggio 2022 | 17 giugno 2022  |
| 3  | The Bulldozer    | Il bulldozer    | 8 maggio 2022  | 24 giugno 2022  |
| 4  | The Mother       | La madre        | 15 maggio 2022 | 24 giugno 2022  |
| 5  | The Baby         | Il bambino      | 22 maggio 2022 | 1º luglio 2022  |
| 6  | The Rage         | La rabbia       | 29 maggio 2022 | 1º luglio 2022  |
| 7  | The Curse        | La maledizione  | 5 giugno 2022  | 8 luglio 2022   |
| 8  | The Possession   | La possessione  | 12 giugno 2022 | 8 luglio 2022   |